# Chana, Mexiko
Chana är en ort i Mexiko.   Den ligger i kommunen Tenejapa och delstaten Chiapas, i den sydöstra delen av landet, 800 km öster om huvudstaden Mexico City. Chana ligger 1 453 meter över havet och antalet invånare är 508.
Terrängen runt Chana är kuperad åt sydväst, men åt nordost är den bergig. Runt Chana är det tätbefolkat, med 319 invånare per kvadratkilometer. Närmaste större samhälle är Kotolte, 2,9 km sydost om Chana. I omgivningarna runt Chana växer i huvudsak städsegrön lövskog.